# Antonio Maida
Antonio Maida (* 15. Juli 1913 in Buenos Aires; † 23. August 1984 ebenda) war ein argentinischer Tangosänger.

## Leben
Antonio Maida war der jüngere Bruder des Tangosängers Roberto Maida. Er debütierte sechzehnjährig mit einem Jugendorchester im Café Germinal und wechselte dann zu einem von Juan Maglio geleiteten Ensemble. 1931 trat er bei Radio Cultura mit der Gruppe von Orlando Goñi auf. Anfang 1934 engagierte ihn Edgardo Donato als Nachfolger seines Sängers Félix Gutiérrez. In den zwei Jahren der Zusammenarbeit mit Donato nahm Maida 24 Titel auf, darunter neben Tangos auch Rancheras, Pasodobles und Foxtrotts. 1935 war Hugo del Carril der zweite Sänger Donatos neben Maida.
Im Jahr 1936 begann Maida seine Laufbahn als Solosänger. Er trat bei verschiedenen Veranstaltungen und bei Radio Belgrano auf, wobei er von einer Gitarristengruppe begleitet wurde, zu der Pascual Avena, Enrique Toto und Alberto Adolfo gehörten. Von 1944 bis 1946 war er Solosänger im Orchester von Ricardo Malerba, mit dem ebenfalls mehrere Aufnahmen entstanden. Nach der Trennung von Malerba kehrte er zu Radio Belgrano zurück, wo er begleitet von Gitarristen des Senders, Antonio Ciaccio, Héctor Davis und Ubaldo De Lío sang. Daneben hatte er Auftritte u. a. in der Tango Bar, im El Nacional und La Armonía und den Cabarets Maipú Pigall und Marabú.
1948 sang er in Manuel Romeros Film La Rubia Mireya den Tango Tiempos viejos. Bei Radio Belgrano hatte er eine Sendereihe mit Roberto Flores und Rosita Lavalle. Danach beendete er seine aktive Laufbahn als Sänger. Er wurde künstlerischer Berater und 1959 Generaldirektor von Radio del Pueblo. Mit Atilio Stampone, Reynaldo Martino und Vicente Fiaschi gründete er 1963 das Tangolokal Caño 14. Hier traten Größen des Tango wie Aníbal Troilo mit seinem Quartett, Edmundo Rivero, Roberto Rufino, Enrique Mario Francini, Héctor Stamponi, Leopoldo Federico, Roberto Grela und Roberto Goyeneche auf.

## Aufnahmen
- Esto es el colmo (von Vicente Vilardi, Alberto Maraviglia und Leopoldo Amoroso)
- Abandonada
- Pa’ semejante candil
- Ensalada mixta
- De ande yerba
- Noches sevillanas
- Sandía calada
- Ruego
- Riachuelo
- Quién más, quién menos
- Media noche
- Encuentro
- Una copa más
- Pasado florido
- Siglo veinte